# Ridgeciano Haps
Ridgeciano Haps (Utrecht, 12 juni 1993) is een Surinaams-Nederlands betaald voetballer die doorgaans als linksback speelt. Hij tekende in augustus 2021 bij Venezia.

## Clubcarrière
Haps debuteerde op 28 september 2013 onder trainer Gertjan Verbeek in het betaald voetbal. Die dag kwam hij als invaller voor Donny Gorter in het veld tijdens een wedstrijd van AZ tegen PSV. Hij maakte in deze eerste seizoenshelft ook zijn debuut in de KNVB beker en de Europa League. In de winterstop die daar op volgde werd Haps verhuurd aan Go Ahead Eagles om meer speelminuten te maken en ruimte te maken voor de teruggekeerde Simon Poulsen. Hij verlengde in januari 2016 zijn contract bij AZ tot medio 2019.
Op 18 juli 2017 tekende Haps een contract voor vijf jaar bij Feyenoord, dat circa 6 miljoen euro voor hem betaalde aan AZ. Als linksback moet hij bij de landskampioen de vertrokken Terence Kongolo gaan vervangen. Ridgeciano Haps maakte op 22 juli in Schruns zijn officieuze debuut voor Feyenoord in de oefenwedstrijd tegen SC Freiburg (0-1 verlies). In seizoen 2017/18 kreeg hij veel speeltijd. Tijdens seizoen 2018/19 kreeg Haps te maken met meerdere blessures, waardoor het aantal wedstrijden in de eredivisie beperkt bleef tot negen.
In het seizoen 2020/21 trad Haps regelmatig op als linksbuiten bij Feyenoord. Na het seizoen vertrok hij naar Italië, om te gaan spelen bij Venezia. Die club verhuurde hem vanaf januari 2023 voor anderhalf seizoen aan Genoa.

## Clubstatistieken
| Seizoen        | Club              | Competitie     | Competitie | Competitie | Beker | Beker | Internationaal | Internationaal | Overig | Overig | Totaal | Totaal |
| Seizoen        | Club              | Competitie     | Wed.       | Dlp.       | Wed.  | Dlp.  | Wed.           | Dlp.           | Wed.   | Dlp.   | Wed.   | Dlp.   |
| -------------- | ----------------- | -------------- | ---------- | ---------- | ----- | ----- | -------------- | -------------- | ------ | ------ | ------ | ------ |
| 2013/14        | AZ                | Eredivisie     | 2          | 0          | 2     | 1     | 1              | 0              | –      | –      | 5      | 1      |
| 2013/14        | → Go Ahead Eagles | Eredivisie     | 10         | 0          | 0     | 0     | –              | –              | –      | –      | 10     | 0      |
| 2014/15        | AZ                | Eredivisie     | 18         | 0          | 3     | 0     | –              | –              | –      | –      | 21     | 0      |
| 2015/16        | AZ                | Eredivisie     | 27         | 3          | 2     | 0     | 7              | 0              | –      | –      | 36     | 3      |
| 2016/17        | AZ                | Eredivisie     | 30         | 0          | 4     | 0     | 12             | 1              | 3      | 0      | 49     | 1      |
| 2017/18        | Feyenoord         | Eredivisie     | 23         | 0          | 4     | 0     | 4              | 0              | 1      | 0      | 32     | 0      |
| 2018/19        | Feyenoord         | Eredivisie     | 9          | 0          | 1     | 0     | 0              | 0              | 0      | 0      | 10     | 0      |
| 2019/20        | Feyenoord         | Eredivisie     | 16         | 2          | 1     | 1     | 8              | 0              | 0      | 0      | 25     | 3      |
| 2020/21        | Feyenoord         | Eredivisie     | 21         | 3          | 2     | 0     | 3              | 1              | 2      | 0      | 28     | 4      |
| 2021/22        | Feyenoord         | Eredivisie     | 1          | 0          | 0     | 0     | 4              | 0              | 0      | 0      | 5      | 0      |
| 2021/22        | Venezia FC        | Serie A        | 25         | 1          | 0     | 0     | –              | –              | 0      | 0      | 25     | 1      |
| 2022/23        | Venezia FC        | Serie B        | 4          | 0          | 0     | 0     | –              | –              | 0      | 0      | 4      | 0      |
| Carrièretotaal | Carrièretotaal    | Carrièretotaal | 186        | 9          | 19    | 2     | 39             | 2              | 6      | 0      | 250    | 13     |

Bijgewerkt op 6 september 2022.

## Interlandcarrière
Haps werd eind september 2013 opgenomen in de voorselectie van het Nederlands Beloftenvoetbalelftal.
Op 4 mei 2021 is bekend dat Haps gaat uitkomen voor het team van Suriname.

## Erelijst
| Competitie           | Winnaar (1ste) | Winnaar (1ste) | Finalist (2de) | Finalist (2de) | Derde  | Derde |
| Competitie           | Aantal         | Jaren          | Aantal         | Jaren          | Aantal | Jaren |
| -------------------- | -------------- | -------------- | -------------- | -------------- | ------ | ----- |
| AZ                   |                |                |                |                |        |       |
| KNVB beker           |                |                | 1×             | 2016/17        |        |       |
| Feyenoord            |                |                |                |                |        |       |
| Johan Cruijff Schaal | 2×             | 2017, 2018     |                |                |        |       |
| KNVB beker           | 1×             | 2017/18        |                |                |        |       |